# Hancock (Iowa)
Hancock ist eine Stadt im Pottawattamie County, Iowa, Vereinigte Staaten am West Nishnabotna River. Das U.S. Census Bureau hat bei der Volkszählung 2020 eine Einwohnerzahl von 200 ermittelt.

## Geographie
Nach Erhebungen des United States Census Bureau beträgt die Stadtfläche rund 2,0 Quadratkilometer, von denen 0,1 Quadratkilometer Wasserfläche sind.

## Demografische Daten
Nach der Volkszählung im Jahr 2000 lebten in Hancock 207 Einwohner, die sich auf 90 Haushalte und 68 Familien aufteilten. Die Bevölkerungsdichte lag bei 107 Einwohnern pro Quadratkilometer.
Ethnisch betrachtet setzte sich die Bevölkerung zusammen aus 99,5 Prozent Weißen und 0,5 Prozent amerikanischen Ureinwohnern. 1 Prozent der Einwohner waren spanischer oder lateinamerikanischer Abstammung.
Von den 90 Haushalten hatten 21 Prozent minderjährige Kinder, die noch im Haushalt lebten. 61 Prozent waren verheiratete, zusammen lebende Paare. 9 Prozent waren alleinerziehende Mütter und 24 Prozent waren keine Familien. 22 Prozent waren Singlehaushalte, und in 13 Prozent lebten Menschen im Alter von 65 oder darüber.
Die durchschnittliche Haushaltsgröße lag bei 2,30, die durchschnittliche Familiengröße bei 2,68.
16 Prozent der Einwohner waren jünger als 18 Jahre, 10 Prozent der Einwohner waren zwischen 18 und 24 Jahren, 23 Prozent zwischen 25 und 44 Jahren und 30 Prozent zwischen 45 und 64 Jahren alt; 20 Prozent waren 65 Jahre und älter. Das Durchschnittsalter lag bei 48 Jahren. Auf 100 weibliche Personen kamen statistisch 99,0 männliche Personen und auf 100 weibliche Personen über 18 Jahre kamen statistisch 96,6 männliche Personen.
Das mittlere Haushaltseinkommen lag bei 33.056 US-Dollar, das mittlere Familieneinkommen bei 37.500 US-Dollar. Männer hatten ein Durchschnittseinkommen von 31.429 US-Dollar, Frauen 19.083 US-Dollar. Das Pro-Kopf-Einkommen lag bei 17.200 US-Dollar. 2,5 Prozent der Bevölkerung lebten unter der Armutsgrenze, darin sind 9 Prozent der Einwohner unter 18 Jahren, aber niemand über 65 Jahren berücksichtigt.